# Iron Storm
Iron Storm è uno sparatutto in prima persona, pubblicato da DreamCatcher Games e da MC2 France nel 2002. Una diversa versione chiamata World War Zero fu pubblicata per PlayStation 2 e Pc, ambientato in una storia alternativa in cui la prima guerra mondiale non si è mai conclusa, il gioco è ambientato nel 1964, al 50º anno di guerra e incentrato su un soldato alleato, in missione per fermare l'Impero Russo-Mongolo dal creare armi nucleari e i suoi effetti in guerra.

## Trama
Poco dopo la Rivoluzione russa, lo zar è stato detronizzato e i bolscevichi hanno effettivamente preso il potere, ma solo per breve tempo. L'Armata Bianca del barone Nikolai Alexsandrovich von Ugenberg ha schiacciato la rivoluzione nel sangue e alle bandiere sovietiche si sono sostituite quelle di un nuovo impero. Quindi, in pochi anni, il barone con il suo esercito si è stabilito in Russia, e ha assorbito il cadente Impero Germanico, portando la guerra a un punto di stallo. Alleandosi con l'Imperatore Hirohito ha aiutato il Giappone ad invadere la Manciuria nel 1941. L'ambizioso Ugenberg mira a sottomettere l'Occidente, per costruire uno smisurato Impero Russo-Mongolo che vada dall'Oceano Atlantico ai mari della Cina.
In questo scenario il tenente occidentale James Anderson si trova a dover rischiare la vita per disinnescare una bomba nucleare, che funziona tramite acqua pesante (sostanza creata dai russi mongoli), riuscirà nell'intento guidato via radio dal capitano Cecile Newcastle e dal colonnello dei servizi segreti occidentali Mitchell. Quest'ultimo ucciderà il barone, che voleva creare una tregua tra il blocco occidentale e quello orientale; James capisce che l'occidente combatteva solo per il predominio della borsa e che tra le file alleate stava avvenendo una sorta di cospirazione. Dopo aver ucciso Mitchell, James fugge da quel che rimane di Berlino e del Reichstag mentre all'interno dell'impero un nuovo dittatore/capitalista è al potere, aiutato dall'industria Dragunov crea nuovi mezzi bellici.
Il gioco si conclude con una citazione tratta dall'opera dello scrittore francese Victor Cambon intitolata Les Derniers Progrès de l'Allemagne (in italiano Gli ultimi progressi della Germania):
Le capitalisme peut être patriote, le capital ne l'est pas.»
Un capitalista può essere patriota, il capitale no.»

## Modalità di gioco
Contrariamente alla maggior parte degli sparatutto in prima persona che sono ambientati durante la seconda guerra mondiale, Iron Storm è un misto tra tattiche della prima guerra mondiale come la guerra di trincea e l'uso di Iprite, e alcune armi della seconda guerra mondiale come mitragliatrici, mortai, carri armati, e lanciarazzi, e la tecnologia più contemporanea, come gli elicotteri, il wireless, i satelliti spia, mine terrestri e torrette-robot automatiche. In un certo senso è la guerra definitiva.
Il gioco viene considerato relativamente difficile; innanzitutto il giocatore non può subire molti danni prima di morire, e molti nemici sono equipaggiati con armi potenti, come fucile di precisione e fucile anticarro.

## Livelli
Il gioco conta 16 livelli:
- La prima linea
- La chiesa
- Campo POW
- Wolfenburg
- La piazza centrale
- Campo fortificato
- La fabbrica chimica
- Centrale scientifica
- Allarme rosso
- Il treno blindato
- La scatola protetta
- La stazione
- Campo base del Reichstag
- Reichstag
- Operazione Lascito
- Combattimento finale

## Ambientazione
Il gioco si svolge in Germania. Si parte da sud di Wolfenburg fino a Berlino e procedendo verso nord il gioco diventa sempre più in solitaria, dalla fabbrica chimica al treno corazzato a Berlino il gioco è in solitaria, mentre ai primi livelli in trincea e a Wolfenburg il gioco è insieme ad alcuni soldati.